# Yoleen Van Camp
Yoleen Van Camp (Antwerpen, 25 augustus 1987) is een voormalig Belgisch Vlaams-nationalistisch politica actief voor de Nieuw-Vlaamse Alliantie (N-VA).

## Levensloop
Van Camp studeerde Latijn-Moderne Talen aan het college van Herentals. Hierna volgde ze een opleiding tot Verpleegkundige. Enkele dagen voor de Belgische federale verkiezingen 2014 promoveerde ze tot doctor in de medische wetenschappen aan de Universiteit Antwerpen.
Bij de lokale verkiezingen van 2012 kwam van Camp voor het eerst op in Kasterlee. Ze behaalde 384 voorkeursstemmen, en werd zo verkozen tot gemeenteraadslid van Kasterlee. In 2015 nam ze ontslag uit deze functie en verhuisde ze naar Herentals.
Voor de Belgische federale verkiezingen 2014 stond ze op de tiende plek voor de kieslijst voor kieskring Antwerpen. Ze behaalde 11.221 voorkeursstemmen en werd zo verkozen in de Kamer van volksvertegenwoordigers. Bij de openingszitting van de Kamer van volksvertegenwoordigers mocht ze als jongste kamerlid van de nieuwe legislatuur optreden als een van de twee secretarissen van de kamer, tijdelijk geleid door André Flahaut. In de Kamer werd ze lid van de commissie voor Volksgezondheid, het Leefmilieu en de Maatschappelijke Hernieuwing, de commissie voor Wetenschappelijke en technologische vraagstukken, de Bijzondere commissie voor het Reglement en voor de Hervorming van de parlementaire werkzaamheden en de Commissie voor de Naturalisaties. Als Kamerlid volgde ze de thema's asiel en migratie en gezondheidszorg op, alsook de dossiers die haar streek de Kempen.  In december 2018 opperde Van Camp het plan voor een wintersportcentrum in Herentals met 400-meterijsbaan (al dan niet overdekt).
In juli 2018 kwam Yoleen Van Camp in opspraak toen er op haar LinkedIn profiel kortstondig een compromitterend bericht te zien was waarin zij zich laatdunkend uitliet ten opzichte van enkele partijgenoten. In de mediastorm die hierop volgde, beschuldigde ze haar ex-vriend van computermisdrijven, dewelke laatstgenoemde stellig ontkende. Zij diende hierop klacht tegen hem in. In de dagen die hierop volgden waren verschillende partijleden uit de partij gezet of hadden ze vrijwillig de partij verlaten. Sommige van hen hadden de beschuldigingen van Van Camp aan haar ex-vriend openlijk in twijfel getrokken. Zij verweten haar een gebrek aan respect voor andere mensen. Hieruit ontstond een splinterbeweging van de vertrokken leden, namelijk HA! (Herentals Anders). Ondanks alle commotie werd N-VA bij de gemeenteraadsverkiezingen van oktober 2018 de grootste partij van Herentals. De partij sloot een coalitie met CD&V en Yoleen Van Camp werd eerste schepen, bevoegd voor Mobiliteit, Lokale Economie, Sport, Dierenwelzijn en Markten.
Bij de verkiezingen van mei 2019 werd ze vanop de zesde plaats op de Antwerpse N-VA-lijst herkozen in de Kamer met 21.202 voorkeurstemmen.
In september 2021 maakte Van Camp bekend ontslag te nemen als schepen van Herentals. Ze verliet eveneens de gemeenteraad om zich volledig te kunnen concentreren op haar werk als federaal parlementslid.
Van Camp kwam niet meer op bij de federale verkiezingen van juni 2024, nadat ze de laatste twee jaar van haar parlementaire mandaat compleet afwezig was in de Kamer.

## Politieke loopbaan
- Gemeenteraadsverkiezingen 2012, Kasterlee: 384 voorkeursstemmen - Verkozen
- Federale verkiezingen 2014, kieskring Antwerpen: 11 221 voorkeursstemmen - Verkozen
- Gemeenteraadsverkiezingen 2018, Herentals: 1 678 voorkeursstemmen - Verkozen
- Federale verkiezingen 2019, kieskring Antwerpen: 21 202 voorkeursstemmen - Verkozen